# 韋爾奇 (明尼蘇達州)
韋爾奇（英語：Welch）是位於美國明尼蘇達州古德休縣韋爾奇鎮區的一個非建制地區。

## 地理
韋爾奇所處的海拔為高於海平面220米（即722英呎），而該地所採用的時區為UTC-6，即北美中部時區（CST）。同時該地設有夏令時間，為UTC-6調快一小時，即UTC-5（CDT）。